# Pedro Jara Carrillo
Pedro Jara Carrillo (Alcantarilla (Murcia) 11 de diciembre de 1876 – Murcia, 4 de octubre de 1927) fue poeta, periodista y político español. 

## Biografía

### Infancia y Juventud
El 11 de diciembre de 1876 nació Pedro Jara Carrillo en la casa situada en el número 9 de la calle Alta de Alcantarilla. Hijo de Francisco Jara Carrillo y Josefa Carrillo Férez. Fue bautizado al día siguiente de su nacimiento en la iglesia parroquial de San Pedro por el párroco de la misma, Don Miguel Valdivieso y García. El matrimonio tuvo siete hijos de los que cuáles sólo cuatro sobrevivieron, los demás fallecieron en su infancia.
Apenas hay información de la infancia de Jara Carrillo, pero se le supone interesado por el arte, especialmente por la música.
En 1892, a los quince años, Pedro inició en Murcia la carrera de Magisterio en la Escuela Normal. No fue un alumno excesivamente aplicado, así lo demuestran las los resultados obtenidos durante sus estudios. Es más, tardó seis meses más de lo habitual en completar su formación como Maestro de Primera Enseñanza, cuyo título obtiene en enero de 1895. Durante sus estudios empezó a mostrar predisposición para la literatura, por lo que destacados de la época decidieron ponerle en relación con los medios literarios.
Pedro Jara Carrillo publicó su primera poesía, bajo el título «Alegrías», en El Diario de Murcia en diciembre de 1894. Tras esta primera publicación, Pedro acudía regularmente al edificio de este diario, con nuevos versos escritos, para que su director, entonces José Martínez Tornel, se los publicara. 
En 1896, Jara Carrillo se traslada a Madrid para ampliar sus estudios en la Escuela Superior de Magisterio y en cuanto lo consigue regresa a Murcia. A su vuelta comenzó a trabajar como docente en el Colegio de San José.
En sus años de juventud también hubo tiempo para el amor, pero resultó un amor dramático. Durante sus estudios en la última década del siglo XIX, Jara Carrillo coincide con una niña huérfana de quince años llamada Devoción, de la cual se enamoró. Pero una noche la niña se alejó en un tren y no volvió a verle más. El recuerdo y el dolor de este amor juvenil debió ser la causa determinante para que Jara Carrillo decidiera ser soltero el resto de su vida.
En junio de 1898, cuando tenía 21 años, tuvo que afrontar la muerte de su padre. Está claro que los últimos años del siglo XIX debieron de ser muy duros para el poeta, pero lo cierto es que a pesar de todas las desgracias y dificultades ocurridas en su vida, Pedro Jara Carrillo siempre presentó una actitud optimista y llena de vitalidad.

### Muerte
«No os esforcéis; esto se acaba» fueron las últimas palabras del poeta. El 4 de octubre de 1927, en su casa del Paseo del Malecón y rodeado de sus allegados, Pedro Jara Carrillo exhaló su último suspiro. Un cáncer de pulmón puso fin a la vida de uno de los murcianos más ilustres de la historia de la ciudad de Murcia cuando le faltaban dos meses para  cumplir los cincuenta y un años de edad.Posteriormente, su cuerpo fue trasladado al cementerio de Nuestro Padre Jesús de Espinardo.

## Trayectoria profesional

### Etapa periodística
El comienzo de la etapa periodística de Jara Carrillo coincidió con la etapa dorada del periodismo en la Región de Murcia. Comenzó publicando poesías en el periódico de José Martínez Tornel, El Diario de Murcia, pero donde verdaderamente se convirtió un referente por su labor periodística fue durante su etapa en El Liberal.
Pedro Jara Carrillo comenzó en el periodismo local  formando parte del diario El Correo de Levante, en 1899. Posteriormente, ejercería su dirección. En este periódico fue donde Jara Carrillo comenzó con la sección que lo popularizaría, escribía «Instantáneas» bajo el seudónimo de «Plácido Roer de Larra». Esta era una sección en verso donde comentaba con un toque de humor sucesos cotidianos. En 1900 pasó a formar parque del equipo de redactores de La Correspondencia de Murcia, pero la vida de este diario no se extendió más allá de tres meses y entonces, Jara Carrillo, pasó a El Heraldo de Murcia.
En 1904 nace el diario local Región de Levante, del que Jara sería director desde el número uno pero esta etapa fue muy breve.
En 1911, sustituyó a Mariano Perní en la dirección de El Liberal. Ocuparía este cargo hasta su muerte. Jara Carrillo convirtió El Liberal en el periódico de mayor circulación de Levante, llegando a alcanzar varios puntos de la geografía española. Ocho años después de haber accedido al cargo el número de lectores habría crecido hasta 25.000. Jara Carrillo había sabido demostrar una extraordinaria madurez entrelazando el periodismo de calidad con el humor que derrochaba su ya reconocida columna, «Instantáneas». Ahí reside el secreto de su éxito, supo crear una figura seria que se encontraba en total sintonía con sus lectores. A su muerte, le sucedió en la dirección de El Liberal Ricardo Serná Alba.
Gran triunfo suyo fue conseguir que se creara una Universidad en Murcia, lo cual consigue a través de su artículo "Murcia necesita una Universidad", publicado en El Liberal en diciembre de 1913. Las palabras de Jara Carrillo hicieron que numerosos próceres regionales se comprometieran con la fundación de una sede regional de estudios superiores. La Comisión ad hoc envió a Jara Carrillo a Madrid para negociar con el gobierno central. Superando los obstáculos, y gracias a la intervención de Juan de la Cierva y Peñafiel, ministro de Alfonso XIII, en 1915 se obtiene el definitivo permiso para la fundación de la Universidad de Murcia.
Durante su etapa periodística Jara Carrillo no olvidó su pasión por la literatura y al menos desde 1896 hasta su fallecimiento en 1927, la firma de Jara Carrillo apareció continuamente en gran número de publicaciones… Álbum de Belleza, Quevedo, La Revista, El Bazar Murciano, Miscelánea, Murcia Sardinera, El Jilguero, Gente conocida, Murcia (Revista de ciencias, Artes-Letras e Instrucción Pública),  Oróspeda, Politechnicum, Murcia Gráfica, Renovación, El Cronista, Región Gráfica, El Almanaque…

### Actividad Política
Jara Carrillo se sumó a la política de su tiempo y en 1920 fue elegido concejal del Ayuntamiento de Murcia.
La presencia de Jara Carrillo en política destacó por el espíritu joven e inquieto que poseía. Por encima de todo lo demás, siempre defendió los intereses del pueblo, por ello se puede considerar su etapa en el Ayuntamiento como una prolongación de lo que era su actividad periodística. 
Durante los tres años que fue concejal se esforzaría por potenciar la belleza de la ciudad de Murcia.

## Obra

### Poesía
Jara tiene posee una extensa producción poética pero no son demasiado numerosos los temas que desarrolla. Todos sus poemas suelen girar en torno al tema del amor, la muerte, la melancolía, el patriotismo, la religión, los aspectos sociales… 
Los libros de poesía que Jara Carrillo publicó fueron:
- 1901. Siemprevivas
- 1902. Relámpagos
- 1903. Gérmenes
- 1905. Cocuyos
- 1910. El libro de las canciones
- 1912. Besos del Sol
- 1929. El aroma del Arca. Es un libro con una selección de poesías que Jara Carrillo había dejado hecha antes de su muerte.

### Narrativa

#### Relatos breves
Jara escribió catorce breves relatos que publicó a lo largo de su vida, bien en libros, junto a sus poesías, en periódicos… 
Juan Soldado, Con oro no hay nada que falle, La boda de los muertos, Paco, el molinero, Cuestión de amor propio, El maquinista, Como la hiedra, El primer beso, La gitana, El caldo de las olivas, Florimán, Cacería de amor, El desembojo, El drama realista.

#### Novela
- 1905. Caín. Tomo primero
- 1906. Caín. Tomo segundo
- 1920. Las caracolas, novela de costumbres murcianas

### Teatro
La producción teatral de Pedro Jara Carrillo es corta. Compuso seis breves obras: dos monólogos, Paco Cayuela y Un telegrama; dos diálogos, Los esclavos y Del Retablo Mariano; y dos zarzuelas, El predicador y Rosa de nieve.

## Reconocimientos

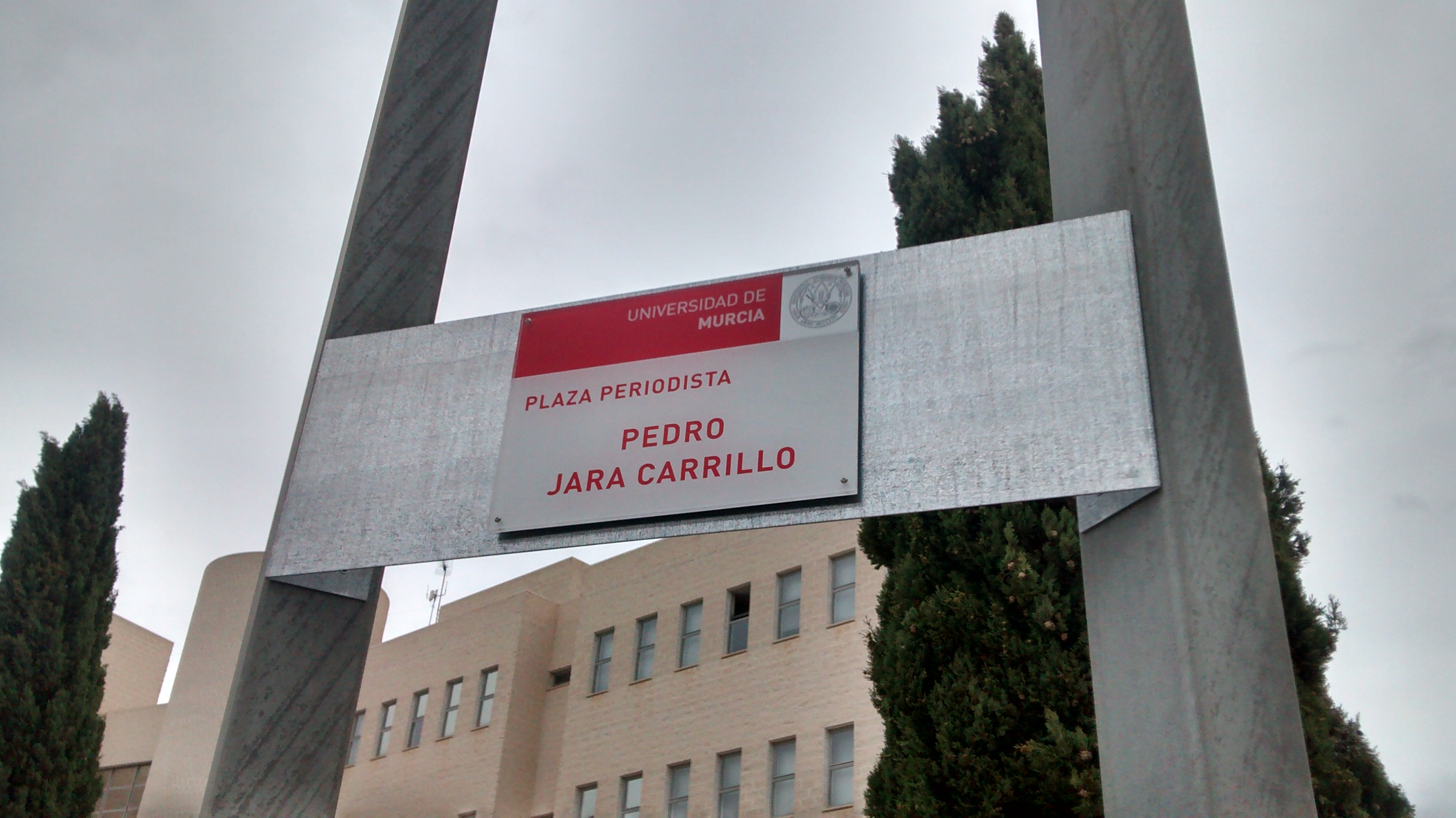
Plaza dedicad en el Campus de Espinardo de la Universidad de Murcia, frente a la Facultad donde se estudia periodismo

- En 1984, Alcantarilla instituye el Certamen Internacional de Literatura y Premios Jara Carrillo.
- En Alcantarilla  lleva su nombre un colegio de educación infantil.
- En 1933 se le dedicó una estatua en el Jardín de Floridablanca en Murcia.[2]
- En 2014 la Universidad de Murcia otorga su nombre a la plaza frente a la Facultad de Comunicación y Documentación y la Biblioteca General.[3]